# アレックス・レミロ
- アレックス・レミーロ

アレックス・レミロ（Álex Remiro）こと、アレハンドロ・レミロ・ガルガージョ（Alejandro Remiro Gargallo,  1995年3月24日 - ）は、スペイン・ナバーラ州カスカンテ出身のサッカー選手。リーガ・エスパニョーラ・レアル・ソシエダ所属。ポジションはGK。

## 来歴
2009年にアスレティック・ビルバオのカンテラに入団。2012年にCチームにあたるCDバスコニアに登録され、プロデビュー。2014年にビルバオ・アスレティックに昇格。カンテラ時代はケパ・アリサバラガと出世争いを繰り広げた。
2016年7月1日、レバンテUDへのローン移籍が決定。2016-17シーズンは4試合で起用された。
2017年7月17日、再びローン移籍でSDウエスカへの移籍が発表。2017-18シーズンは正GKに定着し、41試合に出場。セグンダ・ディビシオンで2位に入り、初のプリメーラ・ディビシオン昇格に貢献した。
2018年夏、ビルバオで正GKを務めていたケパ・アリサバラガがチェルシーFCへ移籍したこともありレギュラーの座を掴むと予想されていたが、自身の契約を巡ってクラブと対立。その後はウナイ・シモンの台頭もあって出場機会は無く、同シーズン終了後に契約満了。ライバルクラブであるレアル・ソシエダへの移籍が発表となった。
ソシエダ加入後の2019-20シーズンは、ベテランミゲル・アンヘル・モジャとポジションを争いながら25試合に出場した。
2020-21シーズンは、モジャから完全にポジションを奪取し、全38試合フル出場を果たした。

## タイトル

### 代表
スペイン代表
- UEFA欧州選手権：1回 (2024)